# Ewoud Pietersz van der Horst

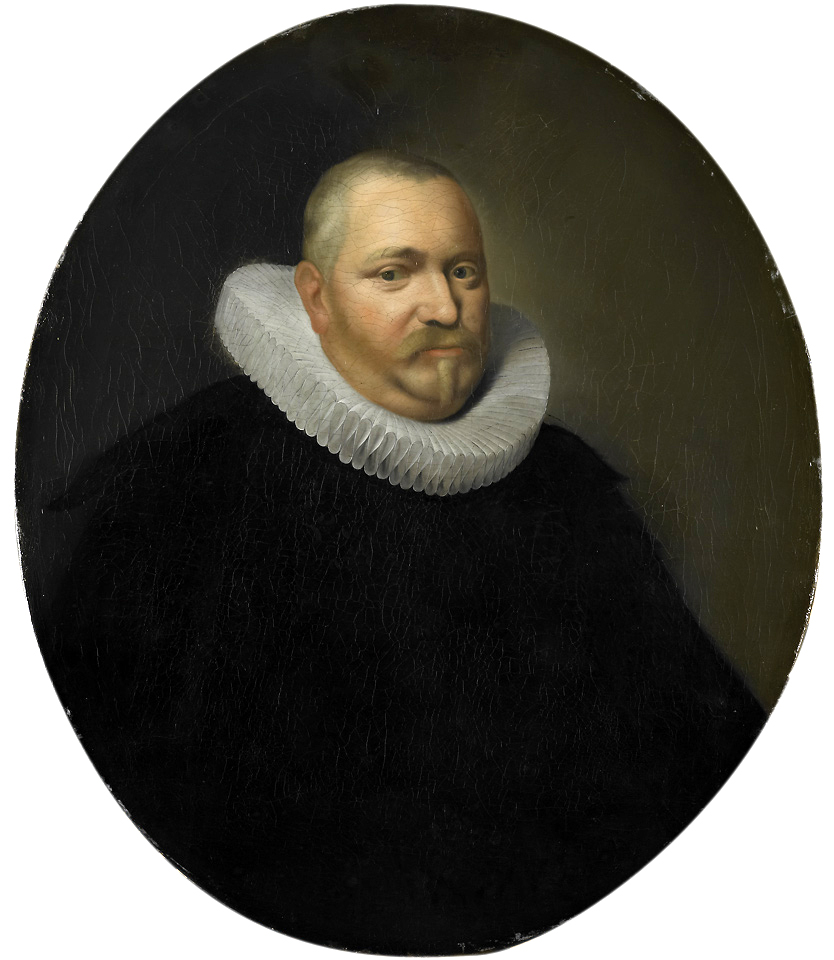
Ewoud Pietersz van der Horst

Ewoud (of Ewout) Pietersz van der Horst († voor 1624) werd in 1618 gekozen tot bewindvoerder van de VOC-Kamer Rotterdam.
Een zoon, genaamd Pieter Ewoudz, was actief in de VOC-Kamers van Rotterdam en Delft, en was een van de bewindvoerders van de Rotterdamse kamer van de Noordse Compagnie.

## Schilderij
Het portret is van de hand van Pieter van der Werff, en is tussen 1695 en 1722 vervaardigd. Het behoort tot een reeks portretten van bewindvoerders van de VOC te Rotterdam afkomstig uit het Oostindië Huis aan de Boompjes; collectie Rijksmuseum Amsterdam.